# Lobsang Yeshe

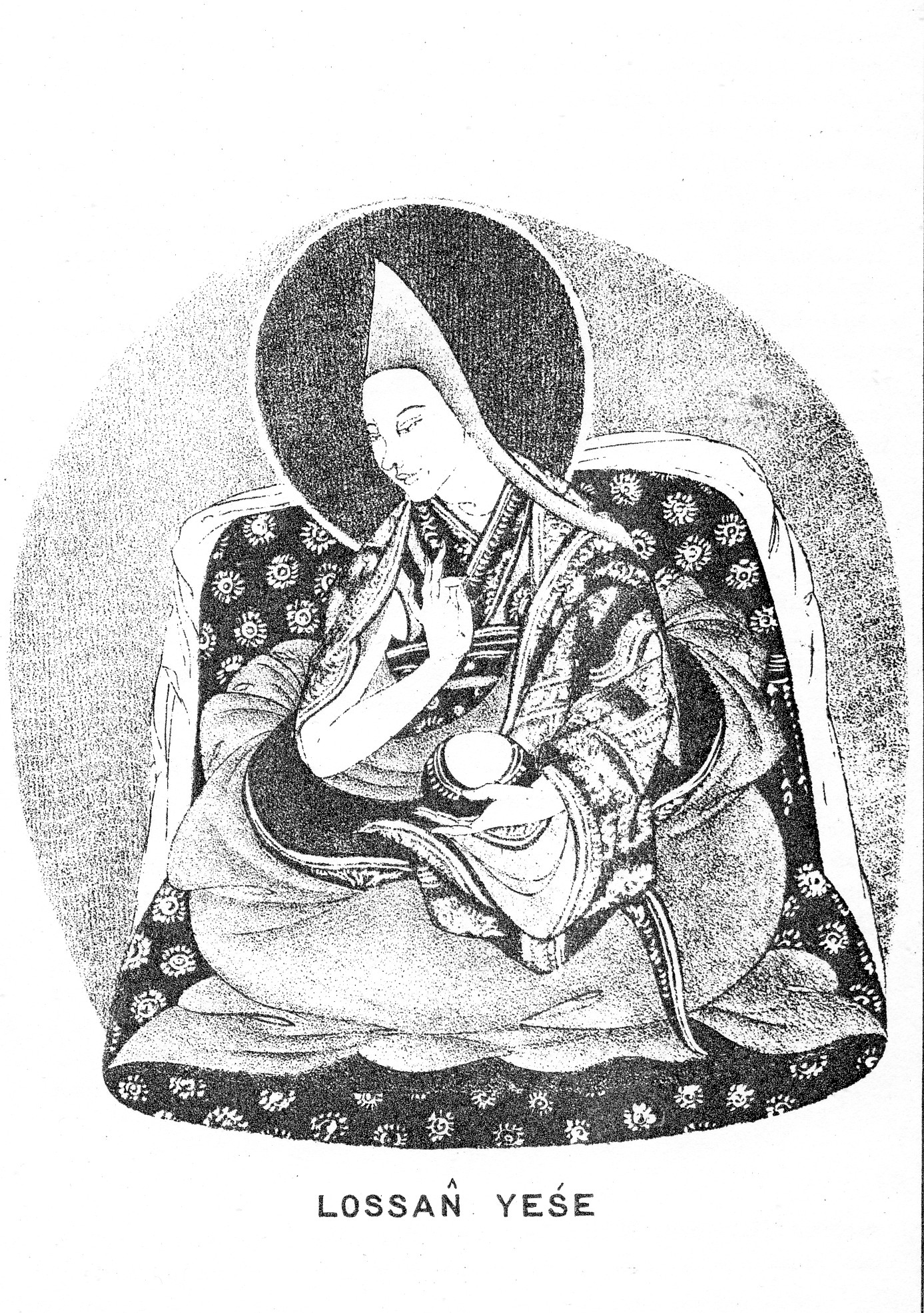
Lobsang Yeshe

Lobsang Yeshe, en  tibetano བློ་བཟང་ཡེ་ཤེས་, y en  Wylie Blo-bzang Ye-shes, en tibetano pynyin Lobsang Yêxê; también escrito Lobsang Yeshi (1663-1737) fue el quinto Panchen lama del Tíbet.
Nació de una familia conocida y noble en la provincia de Tsang. Su padre se llamaba De-chhen-gyalpo y su madre Serab-Drolma. Pronto fue reconocido como la verdadera encarnación de Lobsang Chökyi Gyaltsen, (1570-1662), el cuarto Panchen lama del Tíbet, y fue instalado con gran ceremonia en el Monasterio de Tashilhunpo.
Recibió los votos de novicio a los 8 años —9 según los cálculos occidentales— en Lhasa de Lozang Gyatso, el Gran quinto Dalai Lama (1617-1682), cuando recibió el nombre de Lobsang Yeshe. A la edad de veinte años fue ordenado por Kon-chhog Gyal-tsan.
Cuando tenía treinta y dos años, en 1696 o 1697, envió una delegación de felicitación a Pekín. El emperador Kangxi (1662-1723) lo invitó a Beijing, pero pidió ser excusado por miedo a la viruela.
El regente, Sangye Gyatso, Sangs-rgyas rgya-mtsho, invitó al Quinto Panchen Lama, Lobsang Yeshi, a administrar los votos de un monje novicio sobre el Sexto Dalai Lama, en la ciudad de Nangartse, en el lago Yamdrok Yamtso, y lo llamó Tsang Gyatso. En octubre de 1697, Tsangyang Gyatso fue entronizado como el sexto Dalai Lama.
En 1701 Lhasang Khan, rey mongol y aliado de los chinos, hizo matar al regente Sangye Gyatso. Esto molestó mucho al joven Dalai Lama que dejó sus estudios y que incluso visitó a Lobsang Yeshe, el quinto Panchen Lama, en Shigatse y renunció a sus votos de monje novicio.
En 1713 recibió una carta escrita en tres idiomas diferentes, tibetano, mongol y manchú en oro del emperador Kangxi, quien le envió una gran tangka con su título.
El séptimo Dalai Lama fue entronizado en el Palacio de Potala en 1720. Hizo los votos de novicio de monje del quinto Panchen Lama Lobsang Yeshi, que le dio el nombre de Kelzang Gyatso. Hizo los votos de Gelong —ordenación completa— de Lobsang Yeshi en 1726.
En 1728 el  emperador de Yongzheng (1723-1736) envió a Aliha Ampan a establecer la frontera entre las provincias de Ü y Tsang. Hubo una guerra civil en ese momento, y los chinos le pidieron al Panchen Lama que gobernara todos los territorios entre Khambala y el  Monte Kailash. El Panchen Lama se negó unas cuantas veces por motivos de vejez, pero finalmente se convenció de que tomaría el control de toda lazona del Tíbet que se encuentra al oeste de Panam, y renunció a la posesión de  Phari, Gyantse, Yardosho y otros lugares al gobierno de Lhasa.
Escribió dieciocho volúmenes de himnos y preceptos y murió a la edad de 75 años, 74 según los cálculos occidentales, en 1737.
Una tumba de cobre dorado con cúpula, como la de su predecesor, sólo que más grande fue construida para él. Lamentablemente, todas las tumbas del quinto a la noveno Panchen Lamas fueron destruidas durante la Revolución cultural y han sido reemplazadas por el décimo Panchen Lama con una enorme tumba en el Monasterio de Tashilhunpo en Shigatse, conocido como el Tashi Langyar.